# Matthew J. Holman
Matthew J. Holman (* 1967.), astronom
Matthew J. Holman je  astrofizičar i predavač na Sveučilištu Harvard.
Bio je dio tima koji je otkrio nekoliko satelita Saturna, Urana i Neptuna. 

## Vanjske poveznice
Matthew J. Holman's @ Harvard-Smithsonian Center for Astrophysics